# کوپا آمریکای قرن
کوپا آمریکای قرن چهل و پنجمین دورهٔ جام ملت‌های آمریکای جنوبی است که بین ۳ تا ۲۶ ژوئن به میزبانی کشور ایالات متحده آمریکا برگزار شد . این دوره ویژه که به مناسبت یکصدمین سالگرد آغاز این مسابقات بود کوپای آمریکای قرن نام گرفت. تیم ملی فوتبال شیلی فاتح این جام شد.

## نحوه شکل گرفتن کوپا آمریکا ۲۰۱۶
اولین دوره کوپا آمریکا در سال ۱۹۱۶ برگزار شد و اگر این تورنمنت را ادامه همان کوپا آمریکا بدانیم، این دوره همان چهل و پنجمین دوره کوپا آمریکا لقب خواهد گرفت. طبق توافق بین کنفدراسیون فوتبال آمریکای جنوبی (CONEMBOL) و کنفدراسیون فوتبال آمریکای شمالی، مرکزی و دریای کارائیب (CONCACAF)، در سال ۲۰۱۶ به جای برگزاری جداگانه دو تورنمنت کوپا آمریکا (جام ملت‌های آمریکای لاتین) و گلد کاپ (جام ملت‌های آمریکای شمالی، مرکزی و حوزه دریای کارائیب)، این تورنمنت تجمیعی به میزبانی آمریکا و با حضور ۱۰ تیم از آمریکای لاتین و ۶ تیم از آمریکای شمالی برگزار می‌شود.

## کوپا آمریکا ۲۰۱۶ و جام کنفدراسیون‌ها ۲۰۱۷
از ابتدا اعلام شد که قهرمان این رقابتها به جام کنفدراسیون‌ها ۲۰۱۷ نخواهد رفت چرا که تیم ملی فوتبال شیلی به عنوان قهرمان کوپا آمریکا ۲۰۱۵ نماینده آمریکای جنوبی خواهد بود که البته شیلی در این جام هم قهرمان شد.

## فلسفه برگزاری کوپا آمریکا ۲۰۱۶
بهانه برگزاری این تورنمنت تجمیعی، صدمین سالگرد تأسیس کنفدراسیون فوتبال قاره آمریکا است. آلفردو هوئیت رئیس کونکاکاف و نیکولاس لئوز رئیس کونمبول در بیانیه‌های رسمی، برگزاری این تورنمنت را در سال ۲۰۱۶ به تصویب رساندند.
کوپا آمریکا ۲۰۱۶ به طور رسمی در تقویم فیفا ثبت شد تا همه باشگاه‌ها ملزم به رهاسازی بازیکنان خود برای حضور در این تورنمنت شوند.

## نحوه انتخاب تیم‌های حاضر در کوپا آمریکا ۲۰۱۶
تیم‌های ملی مکزیک و آمریکا در کنار ۱۰ تیم آمریکای جنوبی، به صورت خودکار در کوپا آمریکا ۲۰۱۶ حضور یافتند. کاستاریکا به عنوان قهرمان جام ملت‌های آمریکای مرکزی ۲۰۱۴، جامائیکا به عنوان قهرمان جام کارائیب ۲۰۱۴ و دو تیم هائیتی و پاناما نیز با پیروزی در پلی آف به این رقابت‌ها رسیدند. این دو پلی آف بین ۴ تیم نخست گلد کاپ ۲۰۱۵ (از لحاظ رنکینگ کسب امتیاز در این تورنمنت؛ بدون در نظر گرفتن آمریکا، مکزیک، کاستاریکا و جامائیکا) برگزار شد که تیم‌های هائیتی و پاناما به ترتیب با غلبه بر ترینیداد و کوبا جواز حضور در کوپا آمریکا ۲۰۱۶ را کسب نمودند.

## سیدبندی کوپا آمریکا ۲۰۱۶
آمریکا به عنوان میزبان کوپا آمریکا ۲۰۱۶ در سید نخست گروه اول قرار گرفت و آرژانتین نیز سید نخست گروه چهارم را به خود اختصاص داد زیرا بالاترین تیم منطقه کونمبول در رده‌بندی ماهیانه فیفا بود. (بر اساس رنکینگ دسامبر ۲۰۱۵) همچنین تیم‌های ملی برزیل و مکزیک به علت اینکه در ۱۰۰ سال گذشته همواره جزء قدرت‌های اول و نمادین کنفدراسیون‌های آمریکای جنوبی و شمالی بودند، در سید نخست گروه‌های دوم و سوم جای گرفتند.
البته این تصمیم از سوی اروگویه به عنوان فاتح دو جام جهانی و پر افتخارترین تیم ادوار کوپا آمریکا با ۱۵ قهرمانی و همچنین شیلی به عنوان مدافع عنوان قهرمانی کوپا آمریکا، به شدت مورد انتقاد قرار گرفت. به هر حال قرعه کشی این تورنمنت با توجه به سیدبندی تیم‌های حاضر بر اساس رنکینگ دسامبر ۲۰۱۵ فیفا در ۲۱ فوریه ۲۰۱۶ و در شهر نیویورک آمریکا انجام شد تا تکلیف گروه‌بندی چهارگانه مسابقات مشخص گردد.

## ورزشگاه‌ها
| پاسادینا، کالیفرنیا (منطقه لس آنجلس، کالیفرنیا) | رادرفورد شرقی، نیوجرسی (منطقه نیویورک)                                            | هیوستون، تگزاس                                                                    | فیلادلفیا، پنسیلوانیا                            |
| ----------------------------------------------- | --------------------------------------------------------------------------------- | --------------------------------------------------------------------------------- | ------------------------------------------------ |
| ورزشگاه رز بول                                  | ورزشگاه متلایف                                                                    | ورزشگاه ان‌آر‌جی                                                                    | ورزشگاه لینکولن فایننشال فیلد                    |
| گنجایش: ۹۲٬۵۴۲                                  | گنجایش: ۸۲٬۵۶۶                                                                    | گنجایش: ۷۱٬۰۰۰                                                                    | گنجایش: ۶۹٬۱۷۶                                   |
|                                                 |                                                                                   |                                                                                   |                                                  |
| فاکسبرو، ماساچوست (منطقه بوستون)                | پاسادیناگلندیلاورلندوهیوستونسیاتلشیکاگوسانتا کلارافیلادلفیارادرفورد شرقیفاکسبرو · | پاسادیناگلندیلاورلندوهیوستونسیاتلشیکاگوسانتا کلارافیلادلفیارادرفورد شرقیفاکسبرو · | سانتا کلارا، کالیفرنیا (منطقه خلیج سان‌فرانسیسکو) |
| ورزشگاه ژیلت                                    | پاسادیناگلندیلاورلندوهیوستونسیاتلشیکاگوسانتا کلارافیلادلفیارادرفورد شرقیفاکسبرو · | پاسادیناگلندیلاورلندوهیوستونسیاتلشیکاگوسانتا کلارافیلادلفیارادرفورد شرقیفاکسبرو · | ورزشگاه لیوایز                                   |
| گنجایش: ۶۸٬۷۵۶                                  | پاسادیناگلندیلاورلندوهیوستونسیاتلشیکاگوسانتا کلارافیلادلفیارادرفورد شرقیفاکسبرو · | پاسادیناگلندیلاورلندوهیوستونسیاتلشیکاگوسانتا کلارافیلادلفیارادرفورد شرقیفاکسبرو · | گنجایش: ۶۸٬۵۰۰                                   |
|                                                 | پاسادیناگلندیلاورلندوهیوستونسیاتلشیکاگوسانتا کلارافیلادلفیارادرفورد شرقیفاکسبرو · | پاسادیناگلندیلاورلندوهیوستونسیاتلشیکاگوسانتا کلارافیلادلفیارادرفورد شرقیفاکسبرو · |                                                  |
| سیاتل، واشینگتن                                 | شیکاگو، ایلینوی                                                                   | گلندیل، آریزونا (منطقه فینیکس)                                                    | اورلندو، فلوریدا                                 |
| ورزشگاه سنچوری لینک فیلد                        | ورزشگاه سلجر فیلد                                                                 | ورزشگاه دانشگاه فینکس                                                             | ورزشگاه کمپینگ ورلد                              |
| گنجایش: ۶۷٬۰۰۰                                  | گنجایش: ۶۳٬۵۰۰                                                                    | گنجایش: ۶۳٬۴۰۰                                                                    | گنجایش: ۶۰٬۲۱۹                                   |
|                                                 |                                                                                   |                                                                                   |                                                  |

## آهنگ و سرود رسمی مسابقات
مراسم افتتاحیه کوپا آمریکا ۲۰۱۶ در ورزشگاه «لیوایز سانتاکلارا» با برگزاری کنسرت موسیقی جی. بالوین کلمبیایی، جیسون درولو آمریکایی و گروه کانادایی «مجیک» برگزار شد.
آهنگ رسمی مسابقات تحت عنوان «Somos Uno» توسط یک خواننده پورتوریکویی به نام یندل اجرا می‌شود. یندل این آهنگ را در مراسم قرعه کشی کوپا آمریکا ۲۰۱۶ خواند.
همچنین «Lighthouse» سرود رسمی مسابقات توسط نینا کرالیچ خواننده کروات اجرا شد.
آهنگی تحت عنوان «Un Poco Mas» از جیسون کردا خواننده دومینیکنی در بین دو نیمه مسابقات پخش می‌شود.

## جام قهرمانی
شیلی
جام قهرمانی کوپا آمریکا ۲۰۱۶ به طور اختصاصی طراحی و ساخته شد که اولین رونمایی از این جام در فینال کوپا آمریکا ۲۰۱۵ شیلی صورت گرفت. با توجه به اینکه قرار بود قهرمان کوپا آمریکای قرن صاحب ابدی این جام ارزشمند باشد، در میان بزرگانی چون برزیل، آرژانتین و اروگوئه این شیلی بود که به عنوان فاتح این مسابقات برای همیشه این جام را به خانه برد.

## مرحله گروهی
در این مرحله تیم‌های اول و دوم هر گروه به مرحلهٔ بعد راه پیدا می‌کنند.

### گروه A
| تیم                 | بازی | برد | مساوی | باخت | گل‌زده | گل‌خورده | تفاضل‌گل | امتیاز | صلاحیت             |
| ------------------- | ---- | --- | ----- | ---- | ----- | ------- | ------- | ------ | ------------------ |
| ایالات متحده آمریکا | ۳    | ۲   | ۰     | ۱    | ۵     | ۲       | ۳+      | ۶      | صعود به مرحله حذفی |
| کلمبیا              | ۳    | ۲   | ۰     | ۱    | ۶     | ۴       | ۲+      | ۶      | صعود به مرحله حذفی |
| کاستاریکا           | ۳    | ۱   | ۱     | ۱    | ۳     | ۶       | ۳–      | ۴      |                    |
| پاراگوئه            | ۳    | ۰   | ۱     | ۲    | ۱     | ۳       | ۲–      | ۱      |                    |

| ایالات متحده آمریکا | ۰–۲                              | کلمبیا                              |
| ------------------- | -------------------------------- | ----------------------------------- |
|                     | گزارش (کونمبول) گزارش (کونکاکاف) | ک. زاپاتا ۸' · رودریگز ۴۲' (پنالتی) |

| کاستاریکا | ۰–۰                              | پاراگوئه |
| --------- | -------------------------------- | -------- |
|           | گزارش (کونمبول) گزارش (کونکاکاف) |          |

| ایالات متحده آمریکا                               | ۴–۰                              | کاستاریکا |
| ------------------------------------------------- | -------------------------------- | --------- |
| دمپسی ۹' (پنالتی) · جونز ۳۷' · وود ۴۲' · زوسی ۸۷' | گزارش (کونمبول) گزارش (کونکاکاف) |           |

| کلمبیا                 | ۲–۱                              | پاراگوئه    |
| ---------------------- | -------------------------------- | ----------- |
| باکا ۱۲' · رودریگز ۳۰' | گزارش (کونمبول) گزارش (کونکاکاف) | - آیالا ۷۱' |

| ایالات متحده آمریکا | ۱–۰                              | پاراگوئه |
| ------------------- | -------------------------------- | -------- |
| دمپسی ۲۷'           | گزارش (کونمبول) گزارش (کونکاکاف) |          |

| کلمبیا               | ۲–۳                              | کاستاریکا                                   |
| -------------------- | -------------------------------- | ------------------------------------------- |
| فابرا ۶' · مورنو ۷۳' | گزارش (کونمبول) گزارش (کونکاکاف) | ونگاس ۲' · فابرا ۳۴' (گل‌به‌خودی) · بورخس ۵۸' |

### گروه B
| تیم     | بازی | برد | مساوی | باخت | گل‌زده | گل‌خورده | تفاضل‌گل | امتیاز | صلاحیت             |
| ------- | ---- | --- | ----- | ---- | ----- | ------- | ------- | ------ | ------------------ |
| پرو     | ۳    | ۲   | ۱     | ۰    | ۴     | ۲       | ۲+      | ۷      | صعود به مرحله حذفی |
| اکوادور | ۳    | ۱   | ۱     | ۱    | ۶     | ۲       | ۴+      | ۵      | صعود به مرحله حذفی |
| برزیل   | ۳    | ۱   | ۱     | ۱    | ۷     | ۲       | ۵+      | ۴      |                    |
| هائیتی  | ۳    | ۰   | ۰     | ۳    | ۱     | ۱۲      | ۱۱–     | ۰      |                    |

| هائیتی | ۰–۱                              | پرو      |
| ------ | -------------------------------- | -------- |
|        | گزارش (کونمبول) گزارش (کونکاکاف) | گررو ۶۱' |

| برزیل | ۰–۰                              | اکوادور |
| ----- | -------------------------------- | ------- |
|       | گزارش (کونمبول) گزارش (کونکاکاف) |         |

| برزیل                                                                         | ۷–۱                              | هائیتی     |
| ----------------------------------------------------------------------------- | -------------------------------- | ---------- |
| کوتینیو ۱۴'، ۲۹'، ۹۰+۲' · رناتو آگوستو ۳۵'، ۸۶' · گابریل ۵۹' · لوکاس لیما ۶۷' | گزارش (کونمبول) گزارش (کونکاکاف) | مارسلن ۷۰' |

| اکوادور                        | ۲–۲                              | پرو                  |
| ------------------------------ | -------------------------------- | -------------------- |
| انر والنسیا ۳۹' · بولانیوس ۴۹' | گزارش (کونمبول) گزارش (کونکاکاف) | کوئوا ۵' · فلورس ۱۳' |

| اکوادور                                                          | ۴–۰                              | هائیتی |
| ---------------------------------------------------------------- | -------------------------------- | ------ |
| انر والنسیا ۱۱' · ج. آیووی ۲۰' · نوبوا ۵۷' · آنتونیو والنسیا ۷۸' | گزارش (کونمبول) گزارش (کونکاکاف) |        |

| برزیل | ۰–۱                              | پرو         |
| ----- | -------------------------------- | ----------- |
|       | گزارش (کونمبول) گزارش (کونکاکاف) | رویدیاز ۷۵' |

### گروه C
| تیم      | بازی | برد | مساوی | باخت | گل‌زده | گل‌خورده | تفاضل‌گل | امتیاز | صلاحیت             |
| -------- | ---- | --- | ----- | ---- | ----- | ------- | ------- | ------ | ------------------ |
| مکزیک    | ۳    | ۲   | ۱     | ۰    | ۶     | ۲       | ۴+      | ۷      | صعود به مرحله حذفی |
| ونزوئلا  | ۳    | ۲   | ۱     | ۰    | ۳     | ۱       | ۲+      | ۷      | صعود به مرحله حذفی |
| اروگوئه  | ۳    | ۱   | ۰     | ۲    | ۴     | ۴       | ۰       | ۳      |                    |
| جامائیکا | ۳    | ۰   | ۰     | ۳    | ۰     | ۶       | ۶–      | ۰      |                    |

| جامائیکا | ۰–۱                              | ونزوئلا     |
| -------- | -------------------------------- | ----------- |
|          | گزارش (کونمبول) گزارش (کونکاکاف) | مارتینز ۱۵' |

| مکزیک                                           | ۳–۱                              | اروگوئه   |
| ----------------------------------------------- | -------------------------------- | --------- |
| آ. پریرا ۴' (گل‌به‌خودی) · مارکز ۸۵' · هررا ۹۰+۲' | گزارش (کونمبول) گزارش (کونکاکاف) | گودین ۷۴' |

| اروگوئه | ۰–۱                              | ونزوئلا    |
| ------- | -------------------------------- | ---------- |
|         | گزارش (کونمبول) گزارش (کونکاکاف) | روندون ۳۶' |

| مکزیک                    | ۲–۰                              | جامائیکا |
| ------------------------ | -------------------------------- | -------- |
| ارناندس ۱۸' · پرالتا ۸۱' | گزارش (کونمبول) گزارش (کونکاکاف) |          |

| مکزیک           | ۱–۱                              | ونزوئلا    |
| --------------- | -------------------------------- | ---------- |
| خ.م. کورونا ۸۰' | گزارش (کونمبول) گزارش (کونکاکاف) | ولاسکز ۱۰' |

| اروگوئه                                          | ۳–۰                              | جامائیکا |
| ------------------------------------------------ | -------------------------------- | -------- |
| ارناندس ۲۱' · واتسون ۶۶' (گل‌به‌خودی) · کوروخو ۸۸' | گزارش (کونمبول) گزارش (کونکاکاف) |          |

### گروه D
| تیم      | بازی | برد | مساوی | باخت | گل‌زده | گل‌خورده | تفاضل‌گل | امتیاز | صلاحیت             |
| -------- | ---- | --- | ----- | ---- | ----- | ------- | ------- | ------ | ------------------ |
| آرژانتین | ۳    | ۳   | ۰     | ۰    | ۱۰    | ۱       | ۹+      | ۹      | صعود به مرحله حذفی |
| شیلی     | ۳    | ۲   | ۰     | ۱    | ۷     | ۵       | ۲+      | ۶      | صعود به مرحله حذفی |
| پاناما   | ۳    | ۱   | ۰     | ۲    | ۴     | ۱۰      | ۶–      | ۳      |                    |
| بولیوی   | ۳    | ۰   | ۰     | ۳    | ۲     | ۷       | ۵–      | ۰      |                    |

| پاناما       | ۲–۱                              | بولیوی   |
| ------------ | -------------------------------- | -------- |
| پرس ۱۱'، ۸۷' | گزارش (کونمبول) گزارش (کونکاکاف) | آرسه ۵۴' |

| آرژانتین                 | ۲–۱                              | شیلی             |
| ------------------------ | -------------------------------- | ---------------- |
| دی ماریا ۵۱' · بانگا ۵۹' | گزارش (کونمبول) گزارش (کونکاکاف) | فوئنزالیدا ۹۰+۳' |

| شیلی                       | ۲–۱                              | بولیوی     |
| -------------------------- | -------------------------------- | ---------- |
| ویدال ۴۶'، ۹۰+۱۰' (پنالتی) | گزارش (کونمبول) گزارش (کونکاکاف) | کامپوس ۶۱' |

| آرژانتین                                     | ۵–۰                              | پاناما |
| -------------------------------------------- | -------------------------------- | ------ |
| اوتامندی ۷' · مسی ۶۸'، ۷۸'، ۸۷' · آگوئرو ۹۰' | گزارش (کونمبول) گزارش (کونکاکاف) |        |

| شیلی                             | ۴–۲                              | پاناما                 |
| -------------------------------- | -------------------------------- | ---------------------- |
| وارگاس ۱۵'، ۴۳' · سانچز ۵۰'، ۸۹' | گزارش (کونمبول) گزارش (کونکاکاف) | کامارگو ۵' · آرویو ۷۵' |

| آرژانتین                           | ۳–۰                              | بولیوی |
| ---------------------------------- | -------------------------------- | ------ |
| لاملا ۱۳' · لاوزی ۱۵' · کوئستا ۳۲' | گزارش (کونمبول) گزارش (کونکاکاف) |        |

## مرحله حذفی

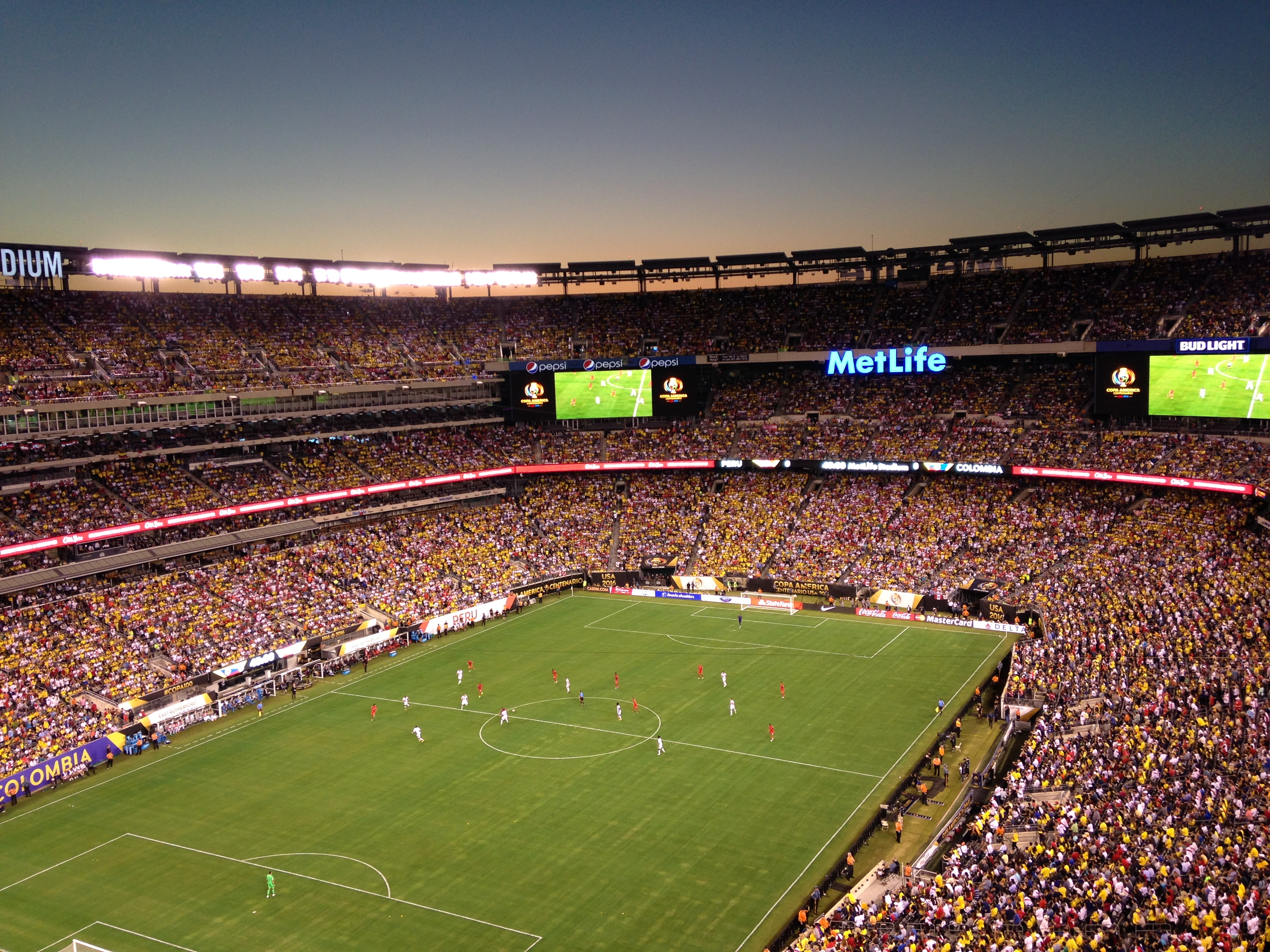
2016. کلمبیا در ضربات پنالتی پیروز شد

|  | یک‌چهارم نهایی           | یک‌چهارم نهایی    |                          |        | نیمه‌نهایی‌           | نیمه‌نهایی‌ |  |  | نهایی | نهایی |
|  |                         |                  |                          |        |                     |           |  |  |       |       |
|  | ۱۶ ژوئن – سیاتل         |                  |                          |        |                     |           |  |  |       |       |
|  |                         |                  |                          |        |                     |           |  |  |       |       |
|  | ایالات متحده آمریکا     | ۲                |                          |        |                     |           |  |  |       |       |
|  | ایالات متحده آمریکا     | ۲                | ۲۱ ژوئن – هیوستون        |        |                     |           |  |  |       |       |
|  | اکوادور                 | ۱                |                          |        |                     |           |  |  |       |       |
|  | اکوادور                 | ۱                | ایالات متحده آمریکا      | ۰      |                     |           |  |  |       |       |
|  | ۱۸ ژوئن – فاکسبرو       |                  | ایالات متحده آمریکا      | ۰      |                     |           |  |  |       |       |
|  |                         | آرژانتین         | ۴                        |        |                     |           |  |  |       |       |
|  | آرژانتین                | آرژانتین         | ۴                        | ۴      |                     |           |  |  |       |       |
|  | آرژانتین                |                  | ۲۶ ژوئیه – رادرفورد شرقی | ۴      |                     |           |  |  |       |       |
|  | ونزوئلا                 | ۱                |                          |        |                     |           |  |  |       |       |
|  | ونزوئلا                 | ۱                | آرژانتین                 | ۰(۲)   |                     |           |  |  |       |       |
|  | ۱۷ ژوئن – رادرفورد شرقی |                  | آرژانتین                 | ۰(۲)   |                     |           |  |  |       |       |
|  |                         | شیلی             | ۰(۴)                     |        |                     |           |  |  |       |       |
|  | پرو                     | شیلی             | ۰(۴)                     | ۰ (۲)  |                     |           |  |  |       |       |
|  | پرو                     | ۲۲ ژوئن – شیکاگو |                          | ۰ (۲)  |                     |           |  |  |       |       |
|  | کلمبیا (پنالتی)         | ۰ (۴)            |                          |        |                     |           |  |  |       |       |
|  | کلمبیا (پنالتی)         | ۰ (۴)            | کلمبیا                   | ۰      | مکان سوم            | مکان سوم  |  |  |       |       |
|  | ۱۸ ژوئن – سانتا کلارا   |                  | کلمبیا                   | ۰      | مکان سوم            | مکان سوم  |  |  |       |       |
|  |                         | شیلی             | ۲                        |        |                     |           |  |  |       |       |
|  | مکزیک                   | شیلی             | ۲                        | ۰      | ایالات متحده آمریکا | ۰         |  |  |       |       |
|  | مکزیک                   |                  |                          | ۰      | ایالات متحده آمریکا | ۰         |  |  |       |       |
|  | شیلی                    | ۷                |                          | کلمبیا | ۱                   |           |  |  |       |       |
|  | شیلی                    | ۷                |                          |        | ۱                   |           |  |  |       |       |
|  |                         |                  |                          |        |                     |           |  |  |       |       |
|  |                         |                  |                          |        |                     |           |  |  |       |       |

### مرحلهٔ یک‌چهارم نهایی
| ایالات متحده آمریکا   | ۲–۱                              | اکوادور   |
| --------------------- | -------------------------------- | --------- |
| دمپسی ۲۲' · زاردس ۶۵' | گزارش (کونمبول) گزارش (کونکاکاف) | آرویو ۷۴' |

| پرو                             | ۰–۰                              | کلمبیا                                        |
| ------------------------------- | -------------------------------- | --------------------------------------------- |
|                                 | گزارش (کونمبول) گزارش (کونکاکاف) |                                               |
| ضربات پنالتی                    |                                  |                                               |
| رویدیاز · تاپیا · تراکو · کوئوا | ۲–۴                              | خامس رودریگز · خوان کوادرادو · د. مورنو · پرس |

| آرژانتین                              | ۴–۱                              | ونزوئلا    |
| ------------------------------------- | -------------------------------- | ---------- |
| ایگواین ۸'، ۲۸' · مسی ۶۰' · لاملا ۷۱' | گزارش (کونمبول) گزارش (کونکاکاف) | روندون ۷۰' |

| مکزیک | ۰–۷                              | شیلی                                                 |
| ----- | -------------------------------- | ---------------------------------------------------- |
|       | گزارش (کونمبول) گزارش (کونکاکاف) | پوچ ۱۵'، ۸۷' · وارگاس ۴۳'، ۵۱'، ۵۷'، ۷۳' · سانچز ۴۸' |

### مرحلهٔ نیمه نهایی
| ایالات متحده آمریکا | ۰–۴                              | آرژانتین                              |
| ------------------- | -------------------------------- | ------------------------------------- |
|                     | گزارش (کونمبول) گزارش (کونکاکاف) | لاوزی ۳' · مسی ۳۲' · ایگواین ۵۰'، ۸۶' |

| کلمبیا | ۰–۲                              | شیلی                        |
| ------ | -------------------------------- | --------------------------- |
|        | گزارش (کونمبول) گزارش (کونکاکاف) | آرانگیز ۶' · فوئنزالیدا ۱۰' |

### فینال
| آرژانتین                         | ۰–۰ (و.ا.)                       | شیلی                                      |
| -------------------------------- | -------------------------------- | ----------------------------------------- |
|                                  | گزارش (کونمبول) گزارش (کونکاکاف) |                                           |
| ضربات پنالتی                     |                                  |                                           |
| مسی · ماسچرانو · آگوئرو · بیگلیا | ۲–۴                              | ویدال · کاستیو · آرانگیز · بوسیور · سیلوا |

## جوایز

### قهرمان
| کوپا آمریکای قرن     |
| -------------------- |
| · شیلی · دومین عنوان |

## برترین گلزنان
۶ گل
- ادواردو وارگاس

۵ گل
- لیونل مسی

۴ گل
- گونسالو ایگواین

۳ گل
- فیلیپه کوتینیو
- الکسیس سانچز
- کلینت دمپسی

۲ گل
- ازکیل لاوزی
- اریک لاملا
- رناتو آگوستو
- خوزه پدرو فوئنزالیدا
- ادسون پوچ
- آرتورو ویدال
- کارلوس باکا
- خامس رودریگز
- انر والنسیا
- بلاس پرس
- خوزه سالومون روندون

۱ گل
- سرخیو آگوئرو
- اور بانگا
- آنخل دی ماریا
- نیکولاس اوتامندی
- گابریل باربوسا
- لوکاس لیما
- چارلز آرانگیز
- فرانک فابرا
- مارلوس مورنو
- کریستین زاپاتا
- سلسو بورخس
- جوهان ونگاس
- مایکل آرویو
- جیمی آیووی
- کریستین نوبوا
- آنتونیو والنسیا
- خسوس مانوئل کورونا
- خاویر ارناندس
- هکتور میگل هررا
- رافائل مارکز
- اوریبه پرالتا
- ابدیل آرویو
- کریستین کوئوا
- ادیسون فلورس
- پائولو گررو
- رائول رویدیاز
- جرمین جونز
- بابی وود
- گراهام زوسی
- دیه‌گو گودین
- آبل ارناندس

۱ گل به خودی
- فرانک فابرا (در برابر کاستاریکا)
- آلوارو پریرا (در برابر مکزیک)

### جوایز انفرادی
- جایزه توپ طلایی:  الکسیس سانچز
- جایزه کفش طلایی:  ادواردو وارگاس
- جایزه دستکش طلایی:  کلادیو براوو
- جایزه بازی جوانمردانه:  آرژانتین

### تیم منتخب رقابت‌ها
| دروازه‌بانان  | مدافعان                                            | هافبک‌ها                                   | مهاجمان                               |
| ------------ | -------------------------------------------------- | ----------------------------------------- | ------------------------------------- |
| کلادیو براوو | ماوریسیو ایسلا نیکولاس اوتامندی گری مدل ژان بوسیور | خاویر ماسچرانو آرتورو ویدال چارلز آرانگیز | لیونل مسی ادواردو وارگاس الکسیس سانچز |